# Adventitia
Adventitia, även tunica adventitia eller tunica externa, är det ytterst belägna lagret av bindväv som täcker alla kroppens organ och blodkärl. Det täcker alla retroperitoneala (det vill säga bakom bukhinnan) organ med lucker bindväv. 

### Webbkällor
- ”Adventitia”. Svensk MeSH. Karolinska Institutet. https://mesh.kib.ki.se/term/D063194/adventitia. Läst 6 januari 2021.